# Соєр (Північна Дакота)
Соєр (англ. Sawyer) — місто (англ. city) в США, в окрузі Ворд штату Північна Дакота. Населення — 319 осіб (2020).

## Географія
Соєр розташований за координатами 48°5′22″ пн. ш. 101°3′12″ зх. д. / 48.08944° пн. ш. 101.05333° зх. д. (48.089442, -101.053356).  За даними Бюро перепису населення США в 2010 році місто мало площу 1,24 км², уся площа — суходіл.

## Демографія
Згідно з переписом 2010 року, у місті мешкало 357 осіб у 139 домогосподарствах у складі 99 родин. Густота населення становила 288 осіб/км².  Було 150 помешкань (121/км²).
Расовий склад населення:
| - 96,6 % — білих - 1,1 % — корінних американців - 0,3 % — чорних або афроамериканців - 0,3 % — азіатів |

До двох чи більше рас належало 1,4 %. Частка іспаномовних становила 0,8 % від усіх жителів.
За віковим діапазоном населення розподілялося таким чином: 28,0 % — особи молодші 18 років, 60,2 % — особи у віці 18—64 років, 11,8 % — особи у віці 65 років та старші. Медіана віку мешканця становила 38,4 року. На 100 осіб жіночої статі у місті припадало 110,0 чоловіків;  на 100 жінок у віці від 18 років та старших — 114,2 чоловіків також старших 18 років.
Середній дохід на одне домашнє господарство  становив 69 655 доларів США (медіана — 63 750), а середній дохід на одну сім'ю — 79 010 доларів (медіана — 74 375). За межею бідності перебувало 3,6 % осіб, у тому числі 0,0 % дітей у віці до 18 років та 10,2 % осіб у віці 65 років та старших.
Цивільне працевлаштоване населення становило 216 осіб. Основні галузі зайнятості: освіта, охорона здоров'я та соціальна допомога — 34,7 %, роздрібна торгівля — 11,6 %, сільське господарство, лісництво, риболовля — 9,7 %, виробництво — 9,3 %.